# Taïeb Fassi-Fihri
Pour les articles homonymes, voir El Fassi.
Taïeb Fassi-Fihri, né le 9 avril 1958 à Casablanca, est un homme politique marocain. Il est Conseiller du Roi Mohammed VI, depuis le 2 janvier 2012. Il a fait partie de tous les gouvernements successifs entre 1993 et 2012, en tant que Secrétaire d’État puis Ministre des Affaires Étrangères.

## Biographie

### Origines
Son père est Mohamed El Habib Fassi-Fihri, le beau frère de Abbas El Fassi.  
Il est le frère de Ali Fassi-Fihri, ancien directeur général de l’office national de l’électricité et de l’eau potable (ONEE), ancien président de la fédération royale marocaine de football.
Taïb Fassi Fihri est marié avec l'artiste peintre Fathiya Tahiri, de cette union, est né Brahim Fassi Fihri le fondateur du Think Tank l'Institut Amadeus.

### Études
Fassi-Fihri obtient son baccalauréat en sciences mathématiques en juin 1976 au lycée Descartes de Rabat. En 1980, il reçoit le titre d'ingénieur d'application de la statistique à l'Institut national de statistique et d'économie appliquée (INSEA) de Rabat. En 1981, il est titulaire de la maîtrise en « économie publique et planification » auprès de l'université Paris 1 Panthéon-Sorbonne. Puis, en 1984, il obtient le doctorat en analyse et politique économique à l'Institut d'études politiques de Paris.

### Fonctions
Taïeb Fassi-Fihri devient en juin 1986 chef de la division au Ministère des Affaires Étrangères et de la Coopération chargée des relations avec la Communauté européenne. À ce titre, il a pris part aux négociations sur les relations entre le Maroc et la CEE.
Il devient également en novembre 1989 directeur du cabinet du Ministre d'État chargé des Affaires Étrangères et de la Coopération.
Le 11 novembre 1993, Fassi-Fihri est Secrétaire d'État aux Affaires Étrangères et à la Coopération. Il a les mêmes fonctions au sein des gouvernements successifs (en juin 1994, en février 1995 et en août 1997).
Il est également nommé Chargé de Mission au Cabinet Royal, le 16 mars 1998.
Le 25 novembre 1999, Taïeb Fassi-Fihri est de nouveau nommé Secrétaire d'État aux Affaires Étrangères et à la Coopération.
le 4 juillet 2002, en plus de ses fonctions gouvernementales Fassi-Fihri est le coordonnateur, responsable et interlocuteur unique des autorités américaines pour la négociation de l'accord de libre-échange entre les États-Unis d'Amérique et le Maroc.
Le 7 novembre 2002, il devient Ministre aux Affaires Étrangères à la Coopération.
Le 15 octobre 2007, il est nommé Ministre des Affaires Étrangères et de la Coopération sous le gouvernement El Fassi.
Le 2 janvier 2012, il devient Conseiller de Sa Majesté le Roi au Cabinet Royal.
Fassi-Fihri est administrateur principal des administrations centrales.

### Vidéos
- Audition du Ministre marocain au parlement européen
- Interview de Taïeb Fassi Fihri sur Euronews
- Extraits de l'émission "Barnamaj Khass" de Al Oula